# 박세경
박세경(朴世徑, 1919년 8월 29일 ~ 1996년 9월 18일)은 대한민국의 변호사이자 제3·4대 민의원의원이다. 본관은 함양이며, 전라북도 임실군 출생이다.

## 학력
- 임실공립보통학교 졸업

## 경력
- 만주고문시험 합격
- 변호사시험 합격
- 변호사 개업
- 대한국민당 중앙감찰위원
- 대한청년단 전북도단 부단장
- 대한기독교청년회연맹 전북회장
- 자유당 전북도당 훈련부장
- 국회 법사위원회 위원장

## 가족
아들 박정훈도 제14·15대 국회의원을 지냈다.

## 역대 선거 결과
|  | 33.45% |

|  | 54.20% |